# Kurt Meier
Kurt Meier (6 aprile 1962) è un bobbista svizzero.

## Biografia
Ai XV Giochi olimpici invernali (edizione disputatasi nel 1988 a Calgary, Canada) vinse la medaglia d'oro nel Bob a quattro con i connazionali Marcel Fässler, Ekkehard Fasser e Werner Stocker, partecipando per la nazionale svizzera, superando la nazionale russa e la tedesca.
Il tempo totalizzato fu di 3:47.51 con un distacco di minimo rispetto alle altre classificate: 3:47.58 e  3:48.26 i loro tempi. Ai XVII Giochi olimpici invernali vinse una medaglia d'argento nel bob a quattro con Gustav Weder, Donat Acklin e Domenico Semeraro.
Inoltre ai campionati mondiali vinse due medaglie d'oro:
- nel 1986, bob a quattro con Erich Schärer, Erwin Fassbind e André Kiser;[3]
- nel 1993, bob a quattro con Gustav Weder, Donat Acklin e Domenico Semeraro.